# Wahlert (Wuppertal)
Wahlert ist eine Ortslage in der bergischen Großstadt Wuppertal.

## Lage und Beschreibung
Wahlert liegt im Westen des Wohnquartiers Cronenberg-Mitte im Stadtbezirk Cronenberg auf einer Höhe von 210 m ü. NHN auf der Höhenlage des Jacobsbergs. Durch den Ort führt die Landesstraße 427.
Nach Westen fällt das Gelände zum Tal der Wupper ab, nördlich zum Tal des Herichhauser Bachs. Ein gleichnamiger Bach Wahlert entspringt bei dem Ort. Wahlert ist von dem ausgedehnten Waldgebieten des Staatsforstes Burgholz umgeben. Ein Parkplatz dient als Ausgangspunkt für Wanderungen im Staatsforst. Der Wuppertaler Rundweg überquert bei Wahlert die Landesstraße.

## Geschichte
Die Ortslage wurde im Jahr 1598 als In der Wahlert urkundlich erwähnt. Es soll laut dem Elberfelder Lagerbuch dort ein „altes verlegenes Eisenbergwerk“ gegeben haben, das zu dieser Zeit bereits aufgelassen war.
Westlich führen Hohlwege einer Altstraße von der Kohlfurther Brücke nach Cronenberg durch das Gelände, die von der Provinzialstraße Elberfeld–Hitdorf auf der Trasse der heutigen Landesstraße abgelöst wurden. 